# Лоренц-Залеский, Якуб
Я́куб Ло́ренц-Зале́ский (Залеский — псевдоним) (в.-луж. Jakub Lorenc-Zalěski, 18 июля 1874 года, Радибор, Германия — 18 февраля 1939 года, Берлин, Германия) — лужицкий писатель, публицист и антифашистский общественный деятель. Дед лужицкого писателя Кито Лоренца.

## Биография
Родился 18 февраля 1874 года в лужицкой деревне Радибор в многодетной семье. В 1887 году поступил в католическую семинарию в Баутцене, из которой ушёл года спустя. В 1889 году поступил в немецкую школу в пражском районе Мала-Страна. После окончания школы поступил в Лужицкую семинарию, где обучался в течение двух лет. Во время своего обучения был членом лужицкого студенческого братства «Serbowka».
С 1891 года обучался в ремесленном училище вместе со своим старшим братом. Отслужив в армии, стал работать с 1885 года лесником в Западной Германии. В конце Первой мировой войны возвратился в Лужицу, где купил лесопилку, которая располагался недалеко от станции на железнодорожной линии Берлин-Гёрлиц. Доход от лесопилки позволил Якубу Лоренц-Залескому заниматься литературной деятельностью. В это время он публиковал свои литературные произведения и публицистику в лужицких газетах «Serbski Dźenik».
В 1924 году был одним из основателей лужицкой политической партии «Serbska ludowa strona» (Лужицкая народная партия, сегодня — региональная партия «Лужицкий альянс»). Был председателем этой партии до 1933 года, когда к власти в Германии пришли национал-социалисты. В 1925 году принял участие в Конгрессе национальных меньшинств в Женеве. В Этом же году взял себе псевдоним своего польского друга польского политика Аугуста Залеского, который в то время был послом Польши в Швейцарии. Участвовал в конференциях Лиги наций, представляя интересы европейских национальных меньшинств Германии.
С 1924 года по 1934 год был председателем Сербского литературного общества. В 1933 году после прихода к власти национал-социалистов был арестован за свою деятельность на короткое время. Дал обещания не заниматься политической деятельностью, после чего эмигрировал в Чехословакию. В 1938 году в связи с болезнью возвратился вместе с дочерью в Германию, где скончался в Берлине 18 февраля 1939 года.

## Литературная деятельность
В 1892 году впервые опубликовал своё первое произведение в литературном журнале «Łužica». После возвращения в Лужицу в конце Первой мировой войны писал рассказы и повести, которые публиковал в лужицких литературных журналах. В 1931 году опубликовал роман «Kupa zabytych. Roman jedneje pytaceje duše», который считается первым произведением современного лужицкого романа. В 1932 году начал писать роман «W putach wosuda» (В оковах судьбы), который не был закончен.

### Основные сочинения
- «Остров забытых» («Kupa zabytych. Roman jedneje pytaceje duše»), 1931.
- «Wostašan. Powědańcko ze starych serbskich stawiznow», Budyšin 1937.
- «Serbscy rjekowje. Zběrka wubranych spisow» Volk und Wissen, Berlin 1957.
- «Kifko», посмертное издание. Ludowe nakładnistwo Domowina, Budyšin.

## Память
- Имя Якуба Лоренц-Залеского носит одно из региональных отделений организации Домовина[2].